# 黃體芳

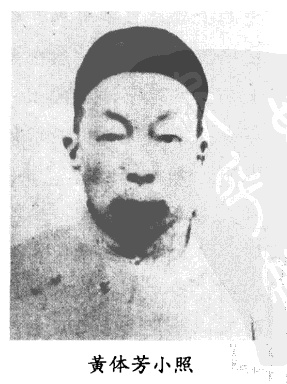
黃體芳

黃體芳（1832年—1899年），字漱蘭，浙江溫州府瑞安縣人，清朝政治人物。

## 生平
同治二年（1863年）癸亥恩科二甲第十名進士，與兄黃體立、子黃紹箕、侄黃紹第、侄孫黃曾銘一門五進士。與張之洞同年同歷，久有交往。為維新派人物，支持康有為變法，頻上書言時政得失。選翰林院庶吉士，散館授編修，七年（1868年）升侍講，九年（1870年）任福建學政，十二年（1873年）改山東學政，光緒五年（1879年）升侍讀學士，七年（1881年）升詹事府詹事，八年（1882年）升兵部左侍郎，九年（1883年）任江蘇學政，興建南菁書院，延請黃以周、繆荃孫等主講，學習經史詞章，兼習天文、算學等。十二年（1886年）任通政使司通政使，十七年（1891年）四月引疾致仕，二十五年（1899年）五月卒。著有《漱蘭詩葺》。
黃體芳、寶廷、張之洞、張佩綸合稱〈清流四諫〉或〈翰林四諫〉，以敢言著稱。

## 延伸阅读
[在维基数据编辑]
 在维基文库阅读此作者作品
 《清史稿/卷444》，出自趙爾巽《清史稿》